# Europa dei piccoli passi
L'Europa dei piccoli passi è una concezione filosofica del processo di integrazione europea in base alla quale tale processo non dovrebbe costituire un percorso vorticoso caratterizzato da passi lunghi e anche salti repentini, ma piuttosto un lento cammino che si fonda su piccoli ma significativi passi.
Tale convinzione fu sostenuta dal politico italiano antifascista Carlo Sforza già nel 1930, prendendo in esame motivi del fallimento del piano di Aristide Briand concernente gli Stati Uniti d’Europa. Sforza ribadì tali concetti nel dopoguerra, una volta nominato ministro degli esteri da De Gasperi, in un discorso pronunciato a Perugia, il 18 luglio 1948, in qualità di rettore dell'Università per Stranieri. L'uomo politico italiano si dichiarò favorevole all'idea di un'Europa federale, da attuarsi per gradi, con la Germania in piano di parità con gli altri Stati.
L'Europa dei piccoli passi caratterizzò anche la celebre Dichiarazione Schuman di due anni dopo, la quale presentò al mondo intero un progetto ambizioso e lungimirante, ma al contempo realista e coerente.
Di seguito un brano della celebre dichiarazione che cristallizza in modo solenne la concezione in esame:
(Robert Schuman, 9 maggio 1950)
I piccoli passi dovrebbero tuttavia lasciare delle orme chiare e incancellabili, talché nel sistema di diritto comunitario si prevede il principio del rispetto dell'acquis comunitario.
In forza di tale principio non è possibile che le fonti del diritto dell'Unione europea rappresentino un regresso rispetto alle acquisizioni derivanti dall'integrazione europea.